# Sobór Zaśnięcia Matki Bożej w Płowdiwie
Sobór Świętej Bogurodzicy (bułg. Катедрален храм Света Богородица) – katedra metropolii płowdiwskiej Bułgarskiego Kościoła Prawosławnego. Mieści się w Płowdiwie, na wzgórzu Nebet tepe.
Został wybudowany w 1844 jako główna cerkiew miasta. Jest to trzynawowa pseudobazylika wzniesiona przez rzemieślników z Bracigowa i zwykłych kupców z Kopriwszticy. Ikonostas został wykonany przez uczniów Bułgarskiej Szkoły z Debaru (obecnie Macedonia Północna). Ikony zostały wykonane przez malarza Nikolę z Edirne (obecnie Turcja).

## Galeria

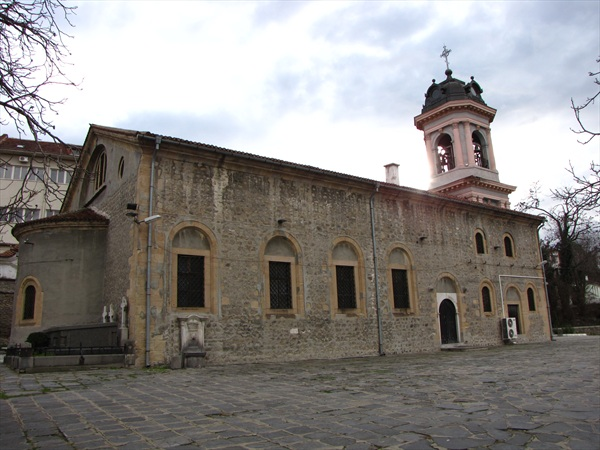
Widok ogólny
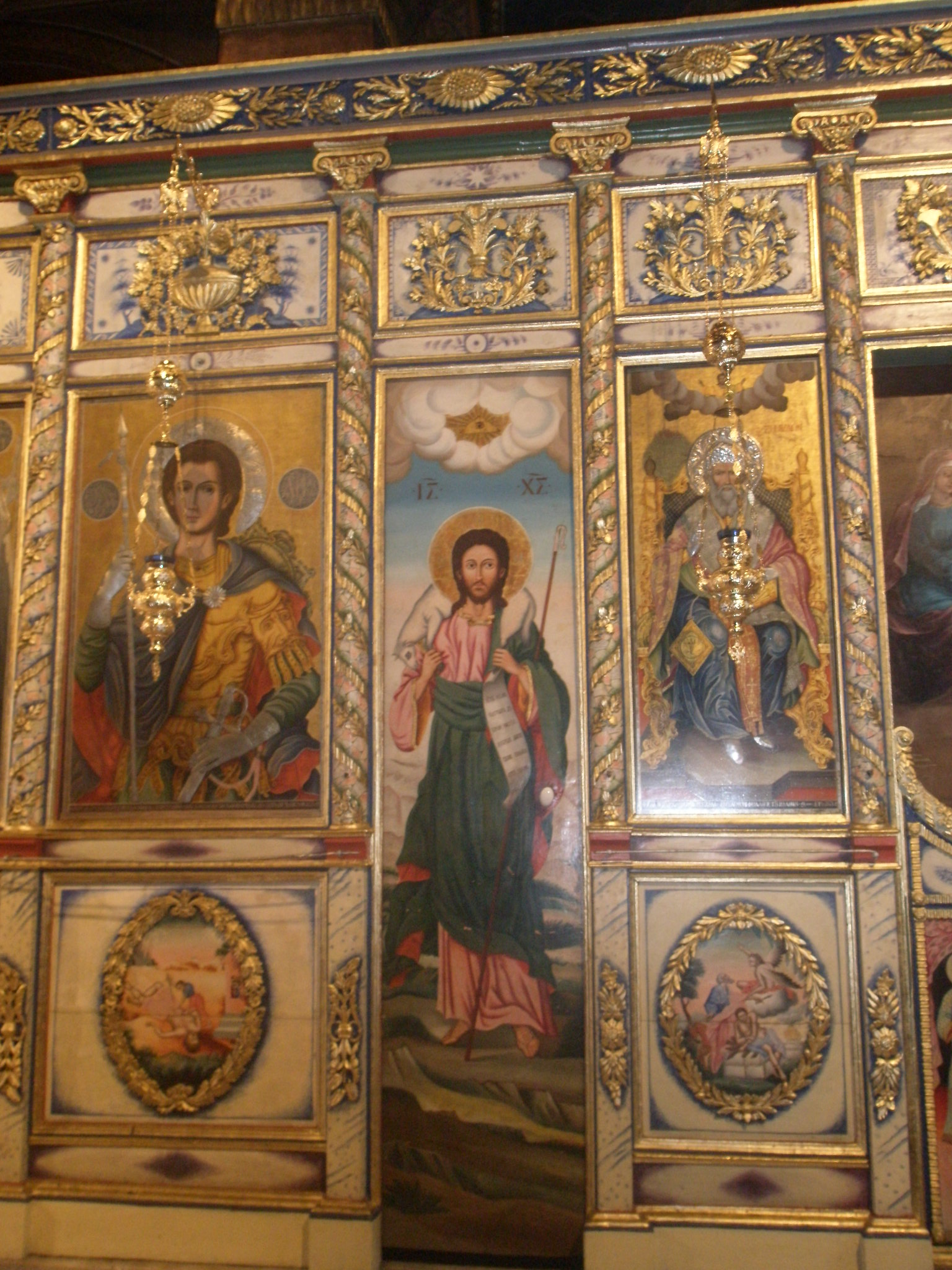
Ikonostas